# Swing (Wirtschaft)
Swing (englisch Spielraum) ist eine Kreditlinie, die sich zwei Staaten im internationalen Handel für die Verrechnung von gegenseitigen Exportforderungen und Importverbindlichkeiten einräumen.

## Allgemeines
Der Swing ist Gegenstand gegenseitiger Handelsbeziehungen zwischen Staaten. Im Regelfall werden gegenseitige Exporte und Importe durch Devisen bezahlt. Beim Swing werden die aus Exporten und Importen resultierenden Zahlungen nicht direkt durch Devisen geleistet, sondern innerhalb der Swinglinie (Kreditlinie) gegenseitig nach Art eines Kontokorrents verrechnet, so dass ein Saldo zu Gunsten des einen oder anderen Staates übrigbleibt. Ein Swing ist nur dann sinnvoll, wenn Exporte und Importe sich langfristig annähernd im Gleichgewicht befinden. Im Falle struktureller Ungleichgewichte führt dies zu einem einseitigen, dauerhaften negativen Saldo aus Importüberhängen, der im Importstaat zu Abwertungsdruck seiner Währung führen kann. Ein negativer Saldo kann dann nur durch Devisenzahlungen des Importstaates ausgeglichen werden. Meist wurde jedoch der Swing zwischen Staaten vereinbart, bei denen mindestens einer keine konvertible Währung besaß oder unter Devisenknappheit litt.
Der Swing ist Inhalt bilateraler Handelsabkommen, in denen die konkreten Bedingungen des Swing festgelegt werden. Die Vertragspartner des Swing können zu einem bestimmten Zeitpunkt einen Saldenausgleich in Devisen oder Gold verlangen. Der Swing ist ein Außenhandelsinstrument, das den Export oder Import eines Landes fördern kann.

## Geschichte
Besondere Bedeutung erlangte der Swing im Handelsverkehr zwischen der Bundesrepublik Deutschland und der devisenarmen DDR. Einen Swing als zeitlichem Spielraum beim Saldenausgleich hatte es im Interzonenhandel bereits seit 1951 (30 Mio. DM) gegeben. Im September 1953 begann der vertraglich geregelte Kompensationshandel zwischen der DDR und Frankreich, bei dem Frankreich der DDR einen Swing von 300.000 US-Dollar einräumte. Schon knapp zehn Monate nach dem Mauerbau erbat die DDR im März 1962 von der BRD einen Swing von 3,1 Mrd. DM, der nicht zustande kam. Die BRD verlangte ab Mitte 1962 einen Saldenausgleich, damit die einseitige und ständige Ausnutzung des Swing durch die DDR beendet werde. Nach den getroffenen Vereinbarungen war der Passivsaldo durch die DDR durch Devisen („konvertierbare Valuta“) auszugleichen. Die Mittelbayerische Zeitung mutmaßte am 13. August 1968, dass der Swing von 200 Millionen DM angesichts der „grundlegenden Struktur dieses Handels kaum geeignete Maßnahmen“ wären, um den wirtschaftlichen Beziehungen beider Staaten „mehr Schwung zu verleihen“. Am 6. Dezember 1968 wurde eine neue Swing-Vereinbarung mit Laufzeit bis zum 31. Dezember 1975 geschlossen. Im Jahr 1973 betrug der Swing bereits 620 Millionen DM. Da die Swing-Kredite zinslos gewährt wurden, belief sich der Einnahmeverlust für den Bundeshaushalt beim Zinsniveau des Jahres 1973 auf rund 77 Mill. DM.
Im Jahre 1982 verzeichnete die DDR einen kumulierten Importüberhang von 25,1 Mrd. DM, so dass weitere Importe kaum noch möglich waren. Der damalige bayerische Ministerpräsident Franz Josef Strauß vereinbarte bei seinem DDR-Besuch am 24. Juli 1983 mit Erich Honecker eine Erhöhung des Swing, als sich die DDR in einer akuten Wirtschaftskrise befand, die auch aus der Zahlungsbilanz resultierte. Hierbei handelte es sich um eine von der BRD der DDR über die Deutsche Bundesbank eingeräumte zinslose Überziehungslinie in Höhe von 850 Millionen DM zur Abwicklung des innerdeutschen Handelsverkehrs. Der Swing ermöglichte der DDR weiterhin West-Importe, die ansonsten wegen Devisenmangels nicht hätten stattfinden können. Dieser Swing war erforderlich geworden, weil westdeutsche Geschäftsbanken nicht mehr bereit waren, weitere Exportkredite für die DDR zu übernehmen. Der Swing baute sich nach den Planungen allmählich ab, und zwar 1984 auf 690 Mio. DM und 1985 auf 600 Mio. DM. Dieser Rahmen wurde im Februar 1985 nur noch mit 90 Mill. DM in Anspruch genommen. und endete mit der Wende im Jahre 1990.